# Josep Maria Gironella i Pous
Josep Maria Gironella i Pous (Darnius, 31 de desembre de 1917 - Arenys de Mar, 3 de gener de 2003) fou un escriptor català en llengua castellana.

## Biografia
Nasqué el 31 de desembre de 1917 a Darnius, Girona. De família humil, estudià en un seminari entre els 10 i els 12 anys, i desenvolupà diferents oficis (dependent de drogueria, obrer en una fàbrica de licors, empleat de banca, etc.). Era membre de la Federació de Joves Cristians de Catalunya. Al principi de la guerra civil espanyola fugí del territori republicà a França i entrà a la zona franquista per unir-se a l'exèrcit de Franco, concretament al Terç de Requetès de la Mare de Déu de Montserrat. Al desembre de 1936 es va incorporar al Servei d'Informació i Policia Militar (SIPM) a la zona del Pallars i la Vall d'Aran, i va fer accions de contraban. En ser descobert, fou empresonat a Figueres, l'any 1940. El 1946 va contraure matrimoni amb Magdalena Castanyer, i publicà el seu primer llibre de poesia, Ha llegado el invierno y tú no estás aquí. L'èxit va arribar el 1946 amb la novel·la Un hombre, amb la qual va rebre el Premi Nadal.
La seva principal obra és la trilogia sobre la guerra civil, formada per Los cipreses creen en Dios (1953), Un millón de muertos (1961) i Ha estallado la paz (1966), que van obtenir un èxit notable. Residí a París i Hèlsinki, entre altres ciutats. Morí a causa d'una embòlia cerebral el 3 de gener del 2003, tres dies després del seu 85è aniversari, a casa seva, a Arenys de Mar, on s'havia retirat. Fou sebollit al cementiri d'Arenys de Munt.

## Obres publicades
- Ha llegado el invierno y tú no estás aquí (poesia, 1946)
- Un hombre (novel·la, 1946, premi Nadal)
- La marea (novel·la, 1948)
- Los cipreses creen en Dios (novel·la, 1953, Premi Nacional de Literatura d'Espanya)
- Los fantasmas de mi cerebro (1958)
- Un millón de muertos (novel·la, 1961)
- Mujer, levántate y anda (novel·la, 1962)
- Personas, ideas, mares (viatges, 1963)
- El Japón y su duende(viatges, 1964)
- Todos somos fugitivos (assaig, 1965)
- China, lágrima innumerable (1965)
- Ha estallado la paz (novel·la, 1966)
- Gritos del mar (articles, 1967)
- En Asia se muere bajo las estrellas (1968)
- 100 españoles y Dios (1969)
- Gritos de la tierra (1970)
- Condenados a vivir (novel·la, 1971, Premi Planeta)
- El Mediterráneo es un hombre disfrazado de mar (1974)
- El escándalo de Tierra Santa (1978)
- Carta a mi padre muerto (1978)
- 100 españoles y Franco (1979)
- Mundo tierno, mundo cruel (1981)
- El escándalo del Islam (1982)
- Cita en el cementerio (1983)
- Los hombres lloran solos (1986)
- La duda inquietante (novel·la, 1988, Premi Ateneo de Sevilla)
- Jerusalén de los evangelios (1989)
- A la sombra de Chopin (1990)
- Yo, Mahoma (1992)
- Carta a mi madre muerta (1992)
- Nuevos 100 españoles y Dios (1994)
- El corazón alberga muchas sombras (1995)
- Se hace camino al andar (1997)
- Las pequeñas cosas de Dios (1999)
- El apocalipsis (2001)
- Por amor a la verdad (2003)